# Антиох Кантемир
Кнез Антиох Димитријевич Кантемир (10. 21. септембар 1709, Цариград, према другим изворима Јаши — 31. март [11. април] 1744. године, Париз) — руски песник сатиричар и дипломата молдавског порекла, лик раног руског просветитељства. Најзначајнији руски песник силабичке ере (пре реформе Тредијаковског-Ломоносова). Забележено је да је његово дело одиграло значајну улогу у развоју руског књижевног језика и версификације.

## Живот
Најмлађи син молдавског владара кнеза Димитрија Константиновича Кантемира (1673-1723) и кнегиње Касандре Кантакузин, ћерке бившег влашког владара војводе Шербана I.
Рођен у Цариграду. Године 1711. Породица Кантемир се преселила у Русију, где је његов отац добио титулу кнеза. Антиохова сестра Марија постала је, према неким изворима, љубавница цара Петра I.
Добио је одлично образовање код куће, допуњено кратким боравцима у Славено-грчко-латинској академији и Академији наука.
У петнаестој години живота изгубио је оца, који је својом духовном вољом сву своју имовину доделио оном од својих синова који би показао највећу склоност ка научним активностима, а мислио је на кнеза Антиоха, „најбољег ума и науке“.
Кнез Антиох Кантемир је учествовао у догађајима који су довели до доласка на власт царице Ане Ивановне Романов; Он је био тај који је прочитао племићку петицију за прихватање титуле царице (удовољити јој значило је уништити стандарде које је развио Врховни тајни савет). Међутим, касније, када је у питању давање политичких права племству, кнез Антиох Кантемир се снажно залагао за очување политичког система који је успоставио цар Петар I.
Кнез Антиох Кантемир је 1. јануара 1732. године, отишао у иностранство да би преузео дужност руског резидента (посланика) у Лондону. Више није учествовао у унутрашњем политичком животу Русије, у почетку је (до 1738. године), био представник Русије у Лондону, а затим у Паризу. Кнез Антиох Кантемир је преминуо 31. марта (11. априла) 1744. године, у Паризу и сахрањен је у цркви московског Светог Никољског грчког манастира. Данас његово гробље не постоји. У зиму 1935. године, зграде манастира, укључујући и цркву, срушене су за изградњу зграде Народног комесаријата тешке индустрије СССР-а. Још почетком фебруара 1935. године, руководство Комитета за заштиту споменика при Президијуму Сверуског централног извршног комитета Савета радничких, сељачких и црвеноармејских посланика упутило је писмо Државном историјском музеју. Ово писмо је садржало захтев, с обзиром на „рушење цркве бившег грчког манастира у Никољској улици“, да се „отворе гробнице које се тамо налазе како би се уклонили музејски предмети и пренели остаци првог руског сатиричара Антиоха Кантемира у књижевни угао новог гробља бившег Новодевичког манастира“. Ово писмо је пропраћено резолуцијом: „Нажалост, ваша жалба касни месец дана“.

## Књижевна делатност

### Рани радови
Кантемирова књижевна делатност почиње средином 1720-их година. Пише љубавне текстове и преводи са француског. Његови први експерименти у сатиричном жанру датирају из истог времена.
Млади кнез Антиох Кантемир је 1727. године објавио своју прву књигу, до данас веома корисну за све оне који се занимају за црквенословенски језик: „Семфјниа, или Сагласје, о надахнутој књизи Алмђв Тс[а]риа и пророка Д[а]в[и]да,“ у коме су за сваку реч из Црквенословенског псалтира исписани сви (ако их није изузетно много) случајеви његове употребе са назнаком бројева псалма и стиха. Књига је посвећена царици Катарини I, која је у великој мери допринела њеном објављивању. Кнез Антиох Кантемир у предговору каже ово: „Рад ове марљивости, више него духовитост, је показатељ; и који је, осим благочестивог предзнања, и зеленог, у њему исписан, а свештени списи ревносног века улепшани су брбљањем... Састављен као сам од себе, за често вежбање у свештеном псалмодију...“ Касније су, по узору на ову књигу, сличне слике речи рађене код других аутора и за неке друге делове. Црквенословенска Библија, иако ово дело није у потпуности завршено у предкомпјутерско време.

### Сатире
Године 1729. појавила се његова прва сатира „На оне који хуле на учење“. Сатира је имала снажан политички призвук - након смрти цара Петра I, многи у Русији су се противили реформама које је започео. Сатиру је веома ценио Tеофан Прокопович.
"Понос, лењост, богатство - превладала је мудрост,
Незнање и знање су већ заживели;
Под митром се поноси, у везеној хаљини хода,
Оно суди о црвеном платну, управља полицама.
Наука је поцепана, исечена у крпе,
Од свих најплеменитијих кућа, срушених клетвом".
Кнез Антиох Кантемир је укупно компоновао 9 сатира, последње 4 у иностранству. У њима, пратећи традицију просветитељства, учи „шта је добро, а шта лоше“, проказујући пороке, друштвене и људске. Књижевну делатност кнез Антиох Кантемир сматра својом грађанском дужношћу: у предговору своје друге сатире пише: „На њихово последње питање, ко ме је поставио за судију, одговарам: да све што напишем пишем као грађанин, обесхрабрујући све што би могло бити штетно за моје суграђане.
Због своје актуелности, сатире кнеза Антиоха Кантемира нису објављиване за његовог живота, иако су биле добро познате у списковима. Прво издање његових сатира, преведено на француски, објављено је 1749. године, у Лондону. У Русији су његове сатире први пут објављене тек 1762. године, односно 18 година након смрти аутора.

### Превод Фонтенелеа
1729. и 1730. године биле су године највећег процвата Кантемировог талента и књижевне делатности. Током овог периода, он не само да је написао своје најистакнутије сатире (прве три), већ је и превео Фонтенелову књигу „Разговори о многим световима“, дајући јој детаљне коментаре. Када се Кантемиров учитељ, академик Кристофер Грос, обратио Академији наука са захтевом да објави „Разговоре“, управник канцеларије Шумахер је затражио претходну дозволу од владе и синода. Преписка око дозволе трајала је до 1738. године, када је то питање коначно позитивно решено, али је књига објављена тек 1740. године. У литератури, на предлог Брокхаус-Ефроновог речника, често се репродукује изјава да је у време владавине царице Јелисавете Петровне била забрањена као „супротна вери и моралу“. Међутим, о томе нема документарних доказа, а штавише, друго издање је објављено 1761. године.

#### Антиоха Димитријевича Кантемира
Овај принц је приказан као молдавски Кантемир,
Да је први био отац руске сатире,
Који су по заједљивости били једнаки Боаловима
И чијом су духовитошћу читаоци били опчињени.
Али да ли је само у својој поезији блистао интелигенцијом?
Постао је ништа мање вредан хвале,
Да је дух мудрог министра био у њему:
И цео британски двор се чудио његовој политици.
Иван Иванович Дмитријев, 1777. године.

### Кантемирова версификација
Кнез Антиох Кантемир је у својим делима користио силабичне стихове, али је активно учествовао у дискусијама о методама версификације, написавши 1743. године „Писмо Харитона Мекентина пријатељу о компоновању руских песама“, у којем је бранио слоговну верзификовање. Ово дело је објављено после песникове смрти 1744. године. Ломоносовљево дело „Писмо о правилима руске поезије” (1739. године) кнезу Антиоху Кантемиру је било непознато, иако је отворило пут силаботоничкој версификацији, која се усталила у руској књижевности.

### Филозофска терминологија
Он је у руски говор увео речи заменик, почетак (принцип), посматрање, природа (природа), супстанца (материја), фокус, критичар, укус (као способност суђења). Кантемир је популаризовао и термин концепт, који је настао у његово време.

## Есеји
- Кантемир Антиох Димитријевич, Сатире и друга поетска дела. - Санкт Петербург, 1762. године.
- Збирка песама. - Л.: Совјетски писац, 1956. године.Споменик кнеза Антиоху Димитријевичу Кантемиру. Двориште Филолошког факултета Санкт Петербургског државног универзитета.

## Меморија
- 3. фебруара 2004. године постављена је бронзана биста у дворишту Филолошког факултета Државног универзитета Санкт Петербурга. Вајар Јон Здерчук (Молдавија)[12].

## У уметности
- Антиох Кантемир је један од јунака историјског романа „Реч и дело“ Валентина Пикула.